# 波列蒙一世
波列蒙一世（希臘語：Πολέμων，前37年－前8年）是本都國王，在馬克·安東尼向東征戰時被帕提亞人所俘。
芝諾－波列蒙的父親－是小亞細亞Lycus河Laodicea的一個著名的演說家及貴族，在帕提亞人入侵時期（前40年）是領導層之一。之後數年，波列蒙是吕考尼亚的統治者。在馬克·安東尼東征帕提亞時，他擁有王室頭銜。
公元前8年，波列蒙死於與阿斯普爾吉安人的戰爭，他的王位由妻子皮托多里斯繼承。
| 前任： 大流士 | 本都國王 | 繼任： 皮托多里斯 |